# Das Gericht der Völker
Das Gericht der Völker (russischer Originaltitel Суд народов, Sud narodow) ist ein 1946 entstandener sowjetischer Dokumentarfilm über den Nürnberger Prozess gegen die Hauptkriegsverbrecher. In der englischen Fassung wird diese Dokumentation als The Nuremberg Trials / Judgement of the People. Nuremberg betitelt. Die während des Hauptkriegsverbrecherprozesses gedrehten Aufnahmen wurden nicht nur für die sowjetische Dokumentation Das Gericht der Völker verwandt, sondern auch für die amerikanische Dokumentation Nürnberg und seine Lehre und Wochenschauen.
Der Regisseur Roman Karmen, ein Frontberichterstatter der Roten Armee und Träger des Stalinpreises, zeigt in diesem Film über die Darstellung des Prozessgeschehens hinaus auch Aufnahmen aus NS-Deutschland und nationalsozialistische Kriegsverbrechen. Am 13. März 1947 fand in Deutschland die Erstaufführung des Films in Ost-Berlin statt und am 24. Mai 1947 in New York City. Der von der Sovexportfilm an Kinos in der Sowjetischen Besatzungszone verliehene Film, „demonstrierte eine moderne, den Intentionen der sowjetischen Außenpolitik der frühen Nachkriegszeit adäquate filmische Darstellung eines international außerordentlich wichtigen Ereignisses.“ Die unterschiedliche Bewertung des Filmes spiegelt sich in einer zeitgenössischen Aussage wider:

„Während sich die unter englisch-amerikanischer Lizenz hergestellte Wochenschau 'Welt im Film’ und der gefilmte Abschlußbericht von der Gerichtsverhandlung hauptsächlich auf eine distanzierte stenogrammhafte Berichterstattung aus dem Gerichtssaal beschränkten, wird hier durch Gegenüberstellungen und durch eingeblendete Bildfolgen aus früheren deutschen Wochenschauen sowie aus russischen Bildberichten von der Eroberung Berlins, vom Vormarsch der russischen Armee, von der Befreiung der Konzentrationslager eine Erweiterung des Schauplatzes erreicht.
An die Stelle einer die allgemeine politische Linie verfolgenden Berichterstattung treten das mit einer bestimmten pathetischen Dialektik vorgetragene politische Programm, die auf unmittelbare Wirkung bedachte Plakatierung einer aktiven weltanschaulichen Ideologie. Es ist die gleiche Methodik, die man aus den bereits in Berlin vorgeführten russischen Dokumentarfilmen kennt. Sie leitet sich her von den frühen russischen Revolutionsfilmen, und sie zeigt, daß in dieser Filmgattung konsequent eine filmische Tradition fortgesetzt wird, die in den Unterhaltungsfilmen zugunsten einer bürgerlich konventionellen Darstellung aufgegeben wurde.
Die Wirkungen, die durch diese klare und programmatische filmische Diktion erreicht werden, sind stark. Die Frage bleibt jedoch, ob sie auch ebenso nachhaltig sind.“

Kopien des Films befinden sich im Filmarchiv des Bundesarchivs.